# Grüne Papageien
Grüne Papageien. Als Chirurg bei den Opfern der Landminen ist das erste Buch des italienischen Chirurgen und Friedensaktivisten Gino Strada (1948–2021). Es erschien 1999 im Original auf Italienisch unter dem Titel Pappagalli verdi. Cronache di un chirurgo di guerra, 2001 erschien die deutsche Übersetzung. Sein Erfolg und seine Qualität veranlassten den Verleger Carlo Feltrinelli, ein weiteres Buch beim Autor gezielt als Reaktion auf den 11. September anzufordern.
Für dieses Buch erhielt Strada die Preise Coppa di Nestore 2002 und Premio Palatucci di Montella 2003. Das Buch wurde in mehrere Sprachen übersetzt, darunter Englisch und Deutsch. Die deutsche Ausgabe wird von der Webseite Entdecke das humanitäre Völkerrecht, die von den Jugendorganisationen des Roten Kreuzes aus Österreich, Deutschland, der Schweiz und Luxemburg betrieben wird, als eines von vier Büchern zum Thema Landminen empfohlen.

## Inhalt
Seit vielen Jahren leisten Gino Strada und Emergency  zivilen Armut- und Kriegsopfern, insbesondere Landminenopfern, medizinische Hilfe.
Grüne Papageien ist eine Geschichtensammlung von verschiedenen Erfahrungen aus humanitären Hilfsprojekten (in Irak, Pakistan, Ruanda, Afghanistan, Peru, Kurdistan, Äthiopien, Angola, Kambodscha, dem ehemaligen Jugoslawien und Dschibuti).
Eine besondere Position im Genre Kriegsliteratur (oder besser Friedenliteratur) nehmen Erlebnisschilderungen von Ärzten ein. Die Kriegsärzte arbeiten oft an vorderster Front, zugleich aber – als Nichtkombattanten, die allen Konfliktparteien gegenüber neutral sind – doch irgendwie vom Geschehen distanziert. Diese paradoxe Distanz macht sie zu wertvollen Beobachtern, während sie die Kultur des Friedens, der Solidarität und des Respekts von Menschenrechten verteidigen.

## Rezensionen
- A Surgeon’s Touch. The Progressiv, 25. August 2005, abgerufen am 21. Januar 2015 (englisch).